# ساماروی
ساماروی (به لاتین: Sommarøy) یک روستا در نروژ است که در ترومسو واقع شده‌است. ساماروی ۰٫۳۴ کیلومتر مربع مساحت و ۳۲۱ نفر جمعیت دارد و ۸ متر بالاتر از سطح دریا واقع شده‌است.